# Tournoi d'Espagne de rugby à sept
Le Tournoi d'Espagne de rugby à sept est un tournoi annuel de rugby à sept disputé en Espagne qui a compté comme une étape des séries mondiales masculines de rugby à sept lors de la saison 2021-2022.
Depuis sa première édition en 2022, il se dispute conjointement au tournoi féminin.
Les tenants du titre sont l'Afrique du Sud.

## Histoire
La première et unique édition du tournoi a lieu en janvier 2022. Elle s'est déroulée sous la forme de deux tournois lors de deux week-ends consécutifs en janvier de la même année. Le premier a été organisé à l'Estadio Ciudad de Málaga (es) de Malaga et le second au Stade La Cartuja de Séville. Ces événements ont été disputés en tant que troisième et quatrième étapes des World Rugby Sevens Series 2021-2022 (en).
Ces étapes ne font plus partie du World Rugby Sevens Series dès la saison suivante, en 2022-2023, mais il est prévu que le tournoi revienne à la saison 2023-2024 pour servir de point d'orgue à la saison.

### Format
Les équipes de chaque tournoi sont réparties en quatre poules. Chaque équipe joue une fois contre les autres équipes de sa poule. Les deux premières équipes de chaque poule se qualifient pour les quarts de finale. Les autres équipes de chaque poule participent aux matchs de classement.
Quinze équipe étaient prévues au départ pour participer à ces deux tournois. Cependant, en raison de la pandémie de Covid-19, plusieurs équipes initialement prévues ont dû être remplacées avant le tirage au sort  de la compétition. Ainsi, la Nouvelle-Zélande, qui n'a pas pu voyager, est remplacée par l'Allemagne; les Samoa, qui ne peuvent pas se rendre sur place pour l'étape de Malaga, sont remplacés par la Jamaïque qui remplace également les Fidji pour l'étape de Séville.
Les Fidji et les Samoa n'ont pas été remplacées dans les calendriers des tournois de Malaga et de Séville, respectivement. En conséquence, les Fidji ont terminé à la dernière place à égalité avec les Samoa à Malaga et ont reçu un point pour leur classement de la saison. De même à Séville où les Samoa reçoivent un point.
Les équipes engagées sont donc les suivantes :
- Afrique du Sud
- Allemagne
- Angleterre
- Argentine
- Australie
- Canada
- Écosse
- Espagne
- États-Unis
- France
- Irlande
- Japon
- Jamaïque
- Kenya
- Pays de Galles

### Tournoi de Malaga

#### Phases de poules
Dans la poule A, où se trouvent l'Afrique du Sud, l'Angleterre, les Fidji (forfait) et l'Écosse, les Sud-africains et les Anglais terminent respectivement à la première et deuxième place, se qualifiant ainsi pour les quarts de finale, tandis que les Écossais sont troisièmes, devant les Fidji qui n'ont pas pu participer au tournoi,.
Dans la poule B, composée de l'Allemagne, l'Australie, l'Irlande et le Japon, se qualifient pour les phases finales l'Irlande, première, et l'Australie, deuxième. Les Allemands, invités de dernière minute réussissent tout de même l'exploit de tenir tête à l'Australie en accrochant un match nul 12-12 et terminent à la troisième place de leur poule,. 
La poule C, où se sont affrontés l'Argentine, l'Espagne, les États-Unis et la Jamaïque, voit les Américains, qui ont remporté tous leurs matchs, et les Argentins se qualifier, tandis que les Espagnols, à domicile, terminent troisième et les Jamaïcains, qui ne devaient pas participer au tournoi, sont derniers de leur poule,.
Enfin, la poule D du Canada, de la France, du Kenya et du Pays de Galles et remportée par les français qui devancent les canadiens, puis les Gallois et enfin les Kenyans,.

#### Phases finales
En quarts de finale, l'Afrique du Sud remporte son 27e match consécutif et élimine le Canada, l'Angleterre, pourtant inexpérimentée, élimine la France et accède au dernier carré, l'Australie bat les États-Unis et enfin, l'Argentine s'impose face à l'Irlande.
En demi-finale, l'Afrique du Sud et l'Argentine se qualifient pour la finale en éliminant respectivement l'Australie et l'Angleterre. Ainsi, en finale se rencontre les Sud-Africains et les Argentins, qui disputent leur première finale depuis cinq ans. Grâce à un essai en fin de match, les Blitzboks s'imposent et remporte le tournoi sur une victoire 24 à 17. L'Angleterre quant à elle décroche la troisième place après battu l'Australie 24 à 20,.
| Cup                | Equipes        | Points | Clt | Equipes        | Points |
| ------------------ | -------------- | ------ | --- | -------------- | ------ |
| Médaille d'or      | Afrique du Sud | 22     | 9e  | Espagne        | 8      |
| Médaille d'argent  | Argentine      | 19     | 10e | Pays de Galles | 7      |
| Médaille de bronze | Angleterre     | 17     | 11e | Allemagne      | 5      |
| 4e                 | Australie      | 15     | 11e | Écosse         | 5      |
| 5e                 | France         | 13     | 13e | Japon          | 3      |
| 6e                 | États-Unis     | 12     | 14e | Jamaïque       | 2      |
| 7e                 | Irlande        | 10     | 15e | Kenya          | 1      |
| 7e                 | Canada         | 10     | 15e | Fidji          | 1      |

### Tournoi de Séville

#### Phases de poules
La poule A, composée de l'Afrique du Sud, de l'Espagne, des États-Unis et des Samoa (forfaits) est dominée par les sud-africains, vainqueurs du tournoi de Malaga la semaine passée et par les américains qui finissent deuxième. Les espagnols terminent troisième devant les Samoa qui n'ont pas pu se rendre en Espagne.
Dans la poule B, où s'affrontent l'Allemagne, l'Argentine, l'Irlande et la Jamaïque, les Argentins remportent tous leurs matchs et terminent à la première place juste devant les Irlandais. Les Allemands finissent à la troisième place et les Jamaïcains derniers.
La poule C, est remporté par l'Angleterre qui devance la France deuxième, le Japon troisième et le Pays de Galles quatrième.
Enfin, dans la poule D, l'Australie remporte toutes ses rencontres et termine donc première devant l'Écosse, puis le Kenya et le Canada dernier.

#### Phases finales
En quarts de finale, l'Afrique du Sud élimine l'Écosse, l'Irlande bat l'Angleterre, l'Australie s'impose face aux États-Unis et enfin, l'Argentine élimine la France.
En demi-finale, les Sud-africains l'emportent largement face aux Irlandais, tandis que les Australiens éliminent les argentins, finalistes à Malaga. Ainsi, l'Afrique du Sud accède à la finale pour la deuxième fois d'affilée où elle affronte l'Australie. Les Blitzboks s'imposent facilement sur le score de 33 à 7 et égalent la deuxième plus longue série de victoires de tous les temps avec une 34e victoire à la suite. Pour la troisième place, l'Argentine l'emporte 12 à 5 face à l'Irlande et décroche le bronze.
| Cup                | Equipes        | Points | Clt | Equipes        | Points |
| ------------------ | -------------- | ------ | --- | -------------- | ------ |
| Médaille d'or      | Afrique du Sud | 22     | 9e  | Kenya          | 8      |
| Médaille d'argent  | Australie      | 19     | 10e | Espagne        | 7      |
| Médaille de bronze | Argentine      | 17     | 11e | Allemagne      | 5      |
| 4e                 | Irlande        | 15     | 11e | Japon          | 5      |
| 5e                 | États-Unis     | 13     | 13e | Pays de Galles | 3      |
| 6e                 | Angleterre     | 12     | 14e | Canada         | 2      |
| 7e                 | France         | 10     | 15e | Jamaïque       | 1      |
| 7e                 | Écosse         | 10     | 15e | Samoa          | 1      |

## Résultats

### Tournoi de Malaga

#### Poule A
| Rang | Pays           | J | V | N | D | Pm | Pe | Diff | Pts |
| ---- | -------------- | - | - | - | - | -- | -- | ---- | --- |
| 1    | Afrique du Sud | 2 | 2 | 0 | 0 | 70 | 7  | +63  | 9   |
| 2    | Angleterre     | 2 | 1 | 0 | 1 | 24 | 60 | -36  | 7   |
| 3    | Écosse         | 2 | 0 | 0 | 2 | 24 | 51 | -27  | 5   |
| 4    | Fidji          | 0 | 0 | 0 | 0 | 0  | 0  | 0    | 0   |

#### Poule B
| Rang | Pays      | J | V | N | D | Pm | Pe  | Diff | Pts |
| ---- | --------- | - | - | - | - | -- | --- | ---- | --- |
| 1    | Irlande   | 3 | 3 | 0 | 0 | 67 | 26  | +41  | 9   |
| 2    | Australie | 3 | 1 | 1 | 1 | 59 | 22  | +37  | 6   |
| 3    | Allemagne | 3 | 1 | 1 | 1 | 48 | 36  | +12  | 6   |
| 4    | Japon     | 3 | 0 | 0 | 3 | 14 | 104 | -90  | 3   |

#### Poule C
| Rang | Pays       | J | V | N | D | Pm | Pe  | Diff | Pts |
| ---- | ---------- | - | - | - | - | -- | --- | ---- | --- |
| 1    | États-Unis | 3 | 3 | 0 | 0 | 90 | 31  | +59  | 9   |
| 2    | Argentine  | 3 | 2 | 0 | 1 | 88 | 43  | +45  | 7   |
| 3    | Espagne    | 3 | 1 | 0 | 2 | 64 | 66  | -2   | 5   |
| 4    | Jamaïque   | 3 | 0 | 0 | 3 | 14 | 116 | -102 | 3   |

#### Poule D
| Rang | Pays           | J | V | N | D | Pm | Pe | Diff | Pts |
| ---- | -------------- | - | - | - | - | -- | -- | ---- | --- |
| 1    | France         | 3 | 2 | 0 | 1 | 67 | 91 | -24  | 7   |
| 2    | Canada         | 3 | 2 | 0 | 1 | 50 | 62 | -12  | 7   |
| 3    | Pays de Galles | 3 | 1 | 0 | 2 | 26 | 78 | -52  | 5   |
| 4    | Kenya          | 3 | 1 | 0 | 2 | 57 | 53 | +4   | 5   |

#### Phases finales

##### Cup
|  | Quarts de finale | Quarts de finale |                 |                 | Demi-finales           | Demi-finales           |    |  | Finale          | Finale          |
|  | Quarts de finale | Quarts de finale |                 |                 | Demi-finales           | Demi-finales           |    |  | Finale          | Finale          |
|  |                  |                  |                 |                 |                        |                        |    |  |                 |                 |
|  | 22 janvier 2022  | 22 janvier 2022  |                 |                 | 23 janvier 2022        | 23 janvier 2022        |    |  | 23 janvier 2022 | 23 janvier 2022 |
|  | 22 janvier 2022  | 22 janvier 2022  |                 |                 | 23 janvier 2022        | 23 janvier 2022        |    |  | 23 janvier 2022 | 23 janvier 2022 |
|  | Afrique du Sud   | 14               |                 |                 | 23 janvier 2022        | 23 janvier 2022        |    |  | 23 janvier 2022 | 23 janvier 2022 |
|  | Afrique du Sud   | 14               |                 |                 | 23 janvier 2022        | 23 janvier 2022        |    |  | 23 janvier 2022 | 23 janvier 2022 |
|  | Canada           | 0                |                 |                 | 23 janvier 2022        | 23 janvier 2022        |    |  | 23 janvier 2022 | 23 janvier 2022 |
|  | Canada           | 0                | Afrique du Sud  | 19              |                        |                        |    |  | 23 janvier 2022 | 23 janvier 2022 |
|  | 22 janvier 2022  |                  | Afrique du Sud  | 19              |                        |                        |    |  | 23 janvier 2022 | 23 janvier 2022 |
|  |                  | Australie        | 0               |                 |                        |                        |    |  | 23 janvier 2022 | 23 janvier 2022 |
|  | États-Unis       | Australie        | 0               | 7               |                        |                        |    |  | 23 janvier 2022 | 23 janvier 2022 |
|  | États-Unis       |                  |                 | 7               |                        |                        |    |  | 23 janvier 2022 | 23 janvier 2022 |
|  | Australie        | 26               |                 |                 |                        |                        |    |  | 23 janvier 2022 | 23 janvier 2022 |
|  | Australie        | 26               | Afrique du Sud  | 24              |                        |                        |    |  |                 |                 |
|  | 22 janvier 2022  |                  | Afrique du Sud  | 24              |                        |                        |    |  |                 |                 |
|  |                  | Argentine        | 17              |                 |                        |                        |    |  |                 |                 |
|  | France           | Argentine        | 17              | 5               |                        |                        |    |  |                 |                 |
|  | France           | 23 janvier 2022  |                 | 5               |                        |                        |    |  |                 |                 |
|  | Angleterre       | 12               |                 |                 |                        |                        |    |  |                 |                 |
|  | Angleterre       | 12               | Angleterre      | 17              |                        |                        |    |  |                 |                 |
|  | 22 janvier 2022  | 22 janvier 2022  | Angleterre      | 17              | Match pour la 3e place | Match pour la 3e place |    |  |                 |                 |
|  | 22 janvier 2022  | 22 janvier 2022  |                 | Argentine       | Match pour la 3e place | Match pour la 3e place | 26 |  |                 |                 |
|  | Irlande          | 5                | 23 janvier 2022 | 23 janvier 2022 |                        |                        | 26 |  |                 |                 |
|  | Irlande          | 5                | 23 janvier 2022 | 23 janvier 2022 |                        |                        |    |  |                 |                 |
|  | Argentine        | 29               |                 | Australie       | 24                     |                        |    |  |                 |                 |
|  | Argentine        | 29               |                 | Australie       | 24                     |                        |    |  |                 |                 |
|  |                  |                  |                 |                 |                        |                        |    |  | Angleterre      | 20              |
|  |                  |                  |                 |                 |                        |                        |    |  | Angleterre      | 20              |

##### 5eplace
|  | Demi-finales    | Demi-finales    |            |    | Finale          | Finale          |
|  | Demi-finales    | Demi-finales    |            |    | Finale          | Finale          |
|  |                 |                 |            |    |                 |                 |
|  | 23 janvier 2022 | 23 janvier 2022 |            |    | 23 janvier 2022 | 23 janvier 2022 |
|  | 23 janvier 2022 | 23 janvier 2022 |            |    | 23 janvier 2022 | 23 janvier 2022 |
|  | Canada          | 7               |            |    | 23 janvier 2022 | 23 janvier 2022 |
|  | Canada          | 7               |            |    | 23 janvier 2022 | 23 janvier 2022 |
|  | États-Unis      | 19              |            |    | 23 janvier 2022 | 23 janvier 2022 |
|  | États-Unis      | 19              | États-Unis | 12 |                 |                 |
|  | 23 janvier 2022 |                 | États-Unis | 12 |                 |                 |
|  |                 | France          | 28         |    |                 |                 |
|  | France          | France          | 28         | 15 |                 |                 |
|  | France          |                 |            | 15 |                 |                 |
|  | Irlande         | 10              |            |    |                 |                 |
|  | Irlande         | 10              |            |    |                 |                 |

##### 9eplace
|  | Quarts de finale | Quarts de finale |           |    | Demi-finales    | Demi-finales    |  |  | Finale          | Finale          |
|  | Quarts de finale | Quarts de finale |           |    | Demi-finales    | Demi-finales    |  |  | Finale          | Finale          |
|  |                  |                  |           |    |                 |                 |  |  |                 |                 |
|  | 22 janvier 2022  | 22 janvier 2022  |           |    | 23 janvier 2022 | 23 janvier 2022 |  |  | 23 janvier 2022 | 23 janvier 2022 |
|  | 22 janvier 2022  | 22 janvier 2022  |           |    | 23 janvier 2022 | 23 janvier 2022 |  |  | 23 janvier 2022 | 23 janvier 2022 |
|  | Écosse           | 17               |           |    | 23 janvier 2022 | 23 janvier 2022 |  |  | 23 janvier 2022 | 23 janvier 2022 |
|  | Écosse           | 17               |           |    | 23 janvier 2022 | 23 janvier 2022 |  |  | 23 janvier 2022 | 23 janvier 2022 |
|  | Kenya            | 12               |           |    | 23 janvier 2022 | 23 janvier 2022 |  |  | 23 janvier 2022 | 23 janvier 2022 |
|  | Kenya            | 12               | Écosse    | 10 |                 |                 |  |  | 23 janvier 2022 | 23 janvier 2022 |
|  | 22 janvier 2022  |                  | Écosse    | 10 |                 |                 |  |  | 23 janvier 2022 | 23 janvier 2022 |
|  |                  | Espagne          | 24        |    |                 |                 |  |  | 23 janvier 2022 | 23 janvier 2022 |
|  | Espagne          | Espagne          | 24        | 31 |                 |                 |  |  | 23 janvier 2022 | 23 janvier 2022 |
|  | Espagne          |                  |           | 31 |                 |                 |  |  | 23 janvier 2022 | 23 janvier 2022 |
|  | Japon            | 10               |           |    |                 |                 |  |  | 23 janvier 2022 | 23 janvier 2022 |
|  | Japon            | 10               | Espagne   | 34 |                 |                 |  |  |                 |                 |
|  | 22 janvier 2022  |                  | Espagne   | 34 |                 |                 |  |  |                 |                 |
|  |                  | Pays de Galles   | 5         |    |                 |                 |  |  |                 |                 |
|  | Allemagne        | Pays de Galles   | 5         | 48 |                 |                 |  |  |                 |                 |
|  | Allemagne        | 23 janvier 2022  |           | 48 |                 |                 |  |  |                 |                 |
|  | Jamaïque         | 0                |           |    |                 |                 |  |  |                 |                 |
|  | Jamaïque         | 0                | Allemagne | 19 |                 |                 |  |  |                 |                 |
|  |                  |                  | Allemagne | 19 |                 |                 |  |  |                 |                 |
|  |                  | Pays de Galles   | 27        |    |                 |                 |  |  |                 |                 |
|  | Pays de Galles   | Pays de Galles   | 27        |    |                 |                 |  |  |                 |                 |
|  |                  |                  |           |    |                 |                 |  |  |                 |                 |
|  | Fidji            | forf.            |           |    |                 |                 |  |  |                 |                 |
|  | Fidji            | forf.            |           |    |                 |                 |  |  |                 |                 |

##### 13eplace
|  | Demi-finales    | Demi-finales |          |    | Finale          | Finale |
|  | Demi-finales    | Demi-finales |          |    | Finale          | Finale |
|  |                 |              |          |    |                 |        |
|  |                 |              |          |    | 23 janvier 2022 |        |
|  |                 |              |          |    |                 |        |
|  | Jamaïque        |              |          |    |                 |        |
|  |                 |              |          |    |                 |        |
|  | Fidji           | forf.        |          |    |                 |        |
|  | Fidji           | forf.        | Jamaïque | 24 |                 |        |
|  | 23 janvier 2022 |              | Jamaïque | 24 |                 |        |
|  |                 | Japon        | 29       |    |                 |        |
|  | Kenya           | Japon        | 29       | 17 |                 |        |
|  | Kenya           |              |          | 17 |                 |        |
|  | Japon           | 26           |          |    |                 |        |
|  | Japon           | 26           |          |    |                 |        |

### Tournoi de Séville

#### Poule A
| Rang | Pays           | J | V | N | D | Pm | Pe | Diff | Pts |
| ---- | -------------- | - | - | - | - | -- | -- | ---- | --- |
| 1    | Afrique du Sud | 2 | 2 | 0 | 0 | 57 | 31 | +26  | 9   |
| 2    | États-Unis     | 2 | 1 | 0 | 1 | 47 | 50 | -3   | 7   |
| 3    | Espagne        | 2 | 0 | 0 | 2 | 38 | 61 | -23  | 5   |
| 4    | Samoa          | 0 | 0 | 0 | 0 | 0  | 0  | 0    | 0   |

#### Poule B
| Rang | Pays      | J | V | N | D | Pm | Pe  | Diff | Pts |
| ---- | --------- | - | - | - | - | -- | --- | ---- | --- |
| 1    | Argentine | 3 | 3 | 0 | 0 | 94 | 12  | +82  | 9   |
| 2    | Irlande   | 3 | 2 | 0 | 1 | 67 | 24  | +43  | 7   |
| 3    | Allemagne | 3 | 1 | 0 | 2 | 45 | 71  | -26  | 5   |
| 4    | Jamaïque  | 3 | 0 | 0 | 3 | 5  | 104 | -99  | 3   |

#### Poule C
| Rang | Pays           | J | V | N | D | Pm | Pe | Diff | Pts |
| ---- | -------------- | - | - | - | - | -- | -- | ---- | --- |
| 1    | Angleterre     | 3 | 3 | 0 | 0 | 78 | 37 | +41  | 9   |
| 2    | France         | 3 | 2 | 0 | 1 | 98 | 36 | +62  | 7   |
| 3    | Japon          | 3 | 1 | 0 | 2 | 36 | 76 | -40  | 5   |
| 4    | Pays de Galles | 3 | 0 | 0 | 3 | 27 | 90 | -63  | 3   |

#### Poule D
| Rang | Pays      | J | V | N | D | Pm | Pe | Diff | Pts |
| ---- | --------- | - | - | - | - | -- | -- | ---- | --- |
| 1    | Australie | 3 | 3 | 0 | 0 | 96 | 19 | +77  | 9   |
| 2    | Écosse    | 3 | 2 | 0 | 1 | 42 | 34 | +8   | 7   |
| 3    | Kenya     | 3 | 1 | 0 | 2 | 34 | 61 | -27  | 5   |
| 4    | Canada    | 3 | 0 | 0 | 3 | 22 | 80 | -58  | 3   |

#### Phases finales

##### Cup
|  | Quarts de finale | Quarts de finale |                 |                 | Demi-finales           | Demi-finales           |    |  | Finale          | Finale          |
|  | Quarts de finale | Quarts de finale |                 |                 | Demi-finales           | Demi-finales           |    |  | Finale          | Finale          |
|  |                  |                  |                 |                 |                        |                        |    |  |                 |                 |
|  | 29 janvier 2022  | 29 janvier 2022  |                 |                 | 30 janvier 2022        | 30 janvier 2022        |    |  | 30 janvier 2022 | 30 janvier 2022 |
|  | 29 janvier 2022  | 29 janvier 2022  |                 |                 | 30 janvier 2022        | 30 janvier 2022        |    |  | 30 janvier 2022 | 30 janvier 2022 |
|  | Afrique du Sud   | 31               |                 |                 | 30 janvier 2022        | 30 janvier 2022        |    |  | 30 janvier 2022 | 30 janvier 2022 |
|  | Afrique du Sud   | 31               |                 |                 | 30 janvier 2022        | 30 janvier 2022        |    |  | 30 janvier 2022 | 30 janvier 2022 |
|  | Écosse           | 24               |                 |                 | 30 janvier 2022        | 30 janvier 2022        |    |  | 30 janvier 2022 | 30 janvier 2022 |
|  | Écosse           | 24               | Afrique du Sud  | 26              |                        |                        |    |  | 30 janvier 2022 | 30 janvier 2022 |
|  | 29 janvier 2022  |                  | Afrique du Sud  | 26              |                        |                        |    |  | 30 janvier 2022 | 30 janvier 2022 |
|  |                  | Irlande          | 0               |                 |                        |                        |    |  | 30 janvier 2022 | 30 janvier 2022 |
|  | Angleterre       | Irlande          | 0               | 12              |                        |                        |    |  | 30 janvier 2022 | 30 janvier 2022 |
|  | Angleterre       |                  |                 | 12              |                        |                        |    |  | 30 janvier 2022 | 30 janvier 2022 |
|  | Irlande          | 24               |                 |                 |                        |                        |    |  | 30 janvier 2022 | 30 janvier 2022 |
|  | Irlande          | 24               | Afrique du Sud  | 33              |                        |                        |    |  |                 |                 |
|  | 29 janvier 2022  |                  | Afrique du Sud  | 33              |                        |                        |    |  |                 |                 |
|  |                  | Australie        | 7               |                 |                        |                        |    |  |                 |                 |
|  | Australie        | Australie        | 7               | 29              |                        |                        |    |  |                 |                 |
|  | Australie        | 30 janvier 2022  |                 | 29              |                        |                        |    |  |                 |                 |
|  | États-Unis       | 14               |                 |                 |                        |                        |    |  |                 |                 |
|  | États-Unis       | 14               | Australie       | 28              |                        |                        |    |  |                 |                 |
|  | 29 janvier 2022  | 29 janvier 2022  | Australie       | 28              | Match pour la 3e place | Match pour la 3e place |    |  |                 |                 |
|  | 29 janvier 2022  | 29 janvier 2022  |                 | Argentine       | Match pour la 3e place | Match pour la 3e place | 12 |  |                 |                 |
|  | Argentine        | 26               | 30 janvier 2022 | 30 janvier 2022 |                        |                        | 12 |  |                 |                 |
|  | Argentine        | 26               | 30 janvier 2022 | 30 janvier 2022 |                        |                        |    |  |                 |                 |
|  | France           | 21               |                 | Irlande         | 5                      |                        |    |  |                 |                 |
|  | France           | 21               |                 | Irlande         | 5                      |                        |    |  |                 |                 |
|  |                  |                  |                 |                 |                        |                        |    |  | Argentine       | 12              |
|  |                  |                  |                 |                 |                        |                        |    |  | Argentine       | 12              |

## Palmarès
| Année        | Stade                                 | Cup            | Cup     | Cup       |
| Année        | Stade                                 | Vainqueur      | Score   | Finaliste |
| ------------ | ------------------------------------- | -------------- | ------- | --------- |
| 2021-2022 I  | Estadio Ciudad de Málaga (es), Malaga | Afrique du Sud | 24 – 17 | Argentine |
| 2021-2022 II | Estadio Olímpico de Sevilla, Séville  | Afrique du Sud | 33 – 7  | Australie |

## Bilan
| Équipes        | Titres | Années          | Finaliste | Années  |
| -------------- | ------ | --------------- | --------- | ------- |
| Afrique du Sud | 2      | 2022 I, 2022 II | 0         | -       |
| Argentine      | 0      | -               | 1         | 2022 I  |
| Australie      | 0      | -               | 1         | 2022 II |